# A Love Song for Latasha
A Love Song for Latasha (bra: Uma Canção para Latasha; prt: Uma Canção de Amor para Latasha) é um curta documentário biográfico americano de 2019 dirigido por Sophia Nahli Allison. Com base nas memórias do primo e melhor amigo do sujeito, o filme reinventa a vida de Latasha Harlins, uma garota negra de Los Angeles baleada e morta pelo dono de uma loja de conveniência em 1991. Foi indicado ao Oscar de Melhor Curta Documentário no 93º Oscar.

## Produção
Allison passou dois anos fazendo A Love Song for Latasha, atuando como diretora, cineasta, editora e produtora. Originalmente, ela o apresentou a uma organização de documentários para a qual trabalhava, dado o próximo 25º aniversário da morte de Latasha Harlins em 1991 e a revolta de 1992 que isso alimentou. Allison queria criar uma peça que restaurasse a memória da vida e da morte de Harlins ao significado desses eventos, que muitas vezes são descritos apenas como distúrbios de Rodney King. (Harlin foi morto a tiros pelo dono de uma loja de conveniência poucos dias após a agressão de King pela polícia.) Mas a indiferença e incompreensão da organização quanto ao significado do assunto levaram a Allison a perceber que "Eu não poderia mais trabalhar em instituições que não validassem a importância da minha existência. Se eles não validarem a existência de outras mulheres e meninas negras, eles não têm o direito de trabalhar comigo." Em vez disso, ela trabalhou em estreita colaboração com os amigos de Harlins, desenvolvendo uma representação de sua infância e do centro-sul de Los Angeles. Alice Walker e Saidiya Hartman foram influências na abordagem de Allison para criar um arquivo ausente na ausência de vídeos caseiros ou outras imagens de arquivo de Harlins.

## Resumo
A Love Song for Latasha, reimagina a vida de Latasha Harlins, uma garota negra baleada pelo dono de uma loja de conveniência em Los Angeles em 1991, alimentando a revolta de 1992. Na época, as imagens da câmera de segurança da morte de Harlins foram amplamente divulgadas no noticiário da televisão, mas o trabalho de Allison não as inclui. Em vez disso, Jude Dry escreveu na IndieWire, o filme de 19 minutos está "estourando com calçadas ensolaradas e quadras de basquete desbotadas, animação de linhas limpas e garotas negras radiantes posando graciosamente, como jovens rainhas". O dia da filmagem é retratado em animação, intercalado com fita VHS estática, para aumentar a sensação de memória, apesar da falta de qualquer filme caseiro de Harlins.
O filme reinventa a narrativa de Harlins por meio de memórias íntimas compartilhadas por seu primo Shinese Harlins e sua melhor amiga Tybie O'Bard. Este documentário se concentra em como ela vivenciou a sociedade e quais sonhos e esperanças ela desenvolveu, em vez de se concentrar em sua morte.

## Lançamento
O filme estreou no Tribecca Film Festival e foi exibido no 2020 Sundance Film Festival. Ava DuVernay programou o documentário como parte do Array 360, e ele foi adquirido pela Netflix. O filme foi lançado na Netflix em 21 de setembro de 2020.

## Recepção
O curta documentário recebeu críticas fortemente favoráveis. No IndieWire, Dry chamou de uma "abordagem ousada e imaginativa sobre um assunto vital" e "um forte candidato para consideração de prêmios." Na Esquire, Gabrielle Bruney o chamou de "retrato comovente". Em TheGrio, Cortney Wills descreveu A Love Song como "uma obra hipnotizante que segue um caminho não convencional para a narrativa".

## Prêmios e indicações
- Indicação ao Oscar de Melhor Curta em Documentário[13]
- Cinema Eye Honors Award 2021: Conquista de destaque na produção de curtas de não ficção[14]
- AFI Fest 2020: Grande Prêmio do Júri para Melhor Curta Documentário[9]